# Hattstedtermarsch (Koog)

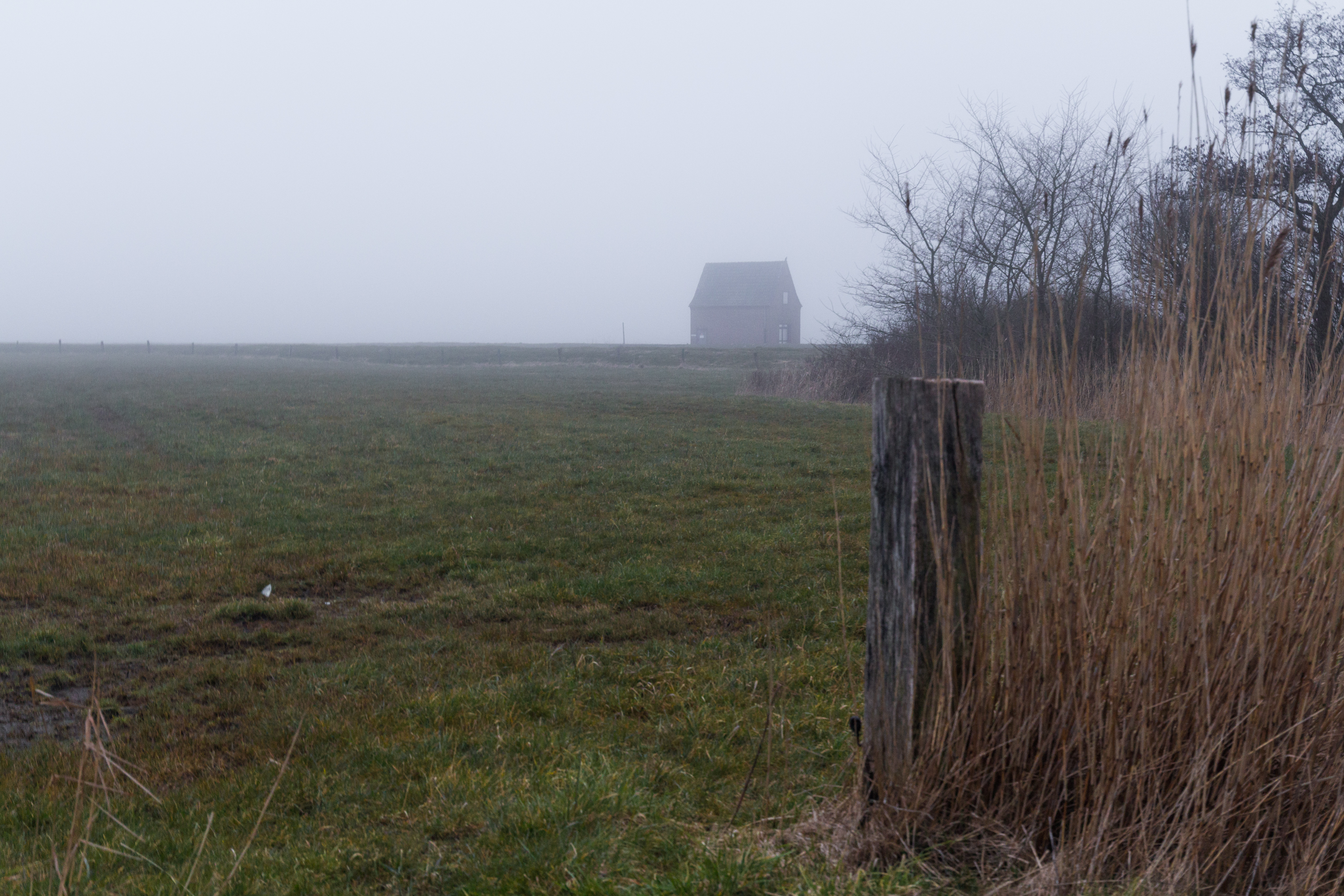
Nebel in Hattstedtermarsch

Hattstedtermarsch bezeichnet neben der gleichnamigen Gemeinde einen Koog nordwestlich der benachbarten Geestrandgemeinde Hattstedt im Kreis Nordfriesland im deutschen Bundesland Schleswig-Holstein. Die Zuschnitte beider Gebietskulissen sind nicht identisch. So beinhaltet das in diesem Artikel beschriebene Marschengebiet ebenfalls Teile der Feldmarken der Nachbargemeinden Struckum, Almdorf, Bohmstedt und Ahrenshöft. Das erwähnte Gemeindegebiet hingegen erstreckt sich auch auf die Areale des benachbarten Hattstedter Neuen Kooges und Teile des Beltringharder Kooges.
Die historische Bezeichnung (bis zum Jahr 1803) des Kooges lautete Hattstedter Alter Koog. Er befindet sich im Einzugsbereich des Flusses Arlau, der auf annähernd gesamter Länge im Marschengebiet abgedämmt ist, um das tiefliegende Land vor Überflutungen zu schützen.

## Topografie
Der Hattstedter Alter Koog befindet sich am südlichen Ende der Großlandschaft Nordfriesische Marsch. In Ost-West-Richtung wird er von der Arlau durchflossen. Das Gebiet ist sehr dünn besiedelt und wird im Norden und Osten durch die Husum-Bredstedter Geest, einem Teilraum der weiträumigen Schleswigschen Geest, am südlichen Rand durch die Endmoränen der Schobüller Geest mit dem Hauptort Hattstedt begrenzt.

## Geschichte

### Vorgeschichte
Die Geschichte der Hattstedtermarsch geht zurück auf die Eindeichung der Arlaubucht. Der heute den Namen der Gemeinde tragende Hattstedter Alter Koog wurde in der zweiten Hälfte des 15. Jahrhunderts dem Meer abgerungen. Kurze Zeit später, im Jahr 1500 erfolgte die Bedeichung des Hattstedter Neuer Koog (im Volksmund aufgrund seiner Lage zum älteren Siedlungsgebiet auch Nordkoog genannt).
Erste Siedlungsaktivitäten in der damals weitestgehend noch unbedeichten Marschbucht vor der namensgebenden Geestrandsiedlung Hattstedt gab es jedoch bereits früher. So geht man heute davon aus, dass bereits Angelsachsen vor dem 5. Jahrhundert in diesem Gebiet wirtschafteten.
Aufgrund von Überschwemmungen im Zuge der Flandrischen Transgression war es in vorchristlicher Zeit auch in dieser Gegend sukzessive zu Überflutungen der nicht eingedeichten Niederungen mit Sedimentablagerungen an der Küste gekommen. Die Hattstedtermarsch war damals eine weit ins Land reichende Meeresbucht (die Arlaubucht), die folglich als äußerst günstiger Landstrich für die Marschbildung angesehen wurde.
Die wirtschaftliche Nutzung des Niederungsgebietes durch die Angelsachsen im 3.–4. Jh. n. Chr. erfolgte anfangs vom Geestrand aus. Sie nutzten das Land hauptsächlich als Weideland. Mehrere Dünenhügel durchstießen aber auch damals schon die Marschdecke und boten so bereits früh die ersten Ansatzpunkte für Besiedlungsaktivitäten.
Im 5. Jahrhundert schließlich wanderten die Angelsachsen gen Westen aus. In den Niederlanden durchmischten sie sich mit Bevölkerungsteilen der Oberschicht der dort an der Küste lebenden Friesen. Vertrieben vom sich bis ins 8. Jahrhundert bis hierhin ausgeweiteten Frankenreich, kamen die Nachfahren der frühen Siedler zurück in nordfriesisches Gebiet. Noch später kamen weitere Friesen hinzu, die damals von den politisch Verantwortlichen als Experten im Umgang mit Marschgebieten geschätzt wurden. Erst ab diesem Moment (um 1200 n. Chr.) konnte von einer wirklichen Besiedlung der Marsch die Rede sein.
Erste dauerhafte Besiedlungen waren vor allem auf den Dünenhügel und erhöhten Uferränder anzutreffen. Um die Wohnplätze zu schützen, wurden die Wohnplätze aber auch durch Erdarbeiten und Deichungen abgesichert. Erste Deichungen hatten vor allem den Zweck, erhöhte Verbindungswege zwischen den Siedlungen zu erreichen. Die hochaufgespülte Marsch machte mit dem vorgelagerten amphibischen Strand Vollbedeichungen nicht notwendig. Die Gebiete wurden nur bei hohen Wasserständen und somit äußerst selten überflutet.
Das einschneidendste Ereignis bildete schließlich die sogenannte Erste Grote Mandränke im Jahr 1362. Die natürliche Barriere vor Überflutungen war zerstört und die Arlaubucht somit geöffnet. Andererseits lagerte sich hier mit jeder Tide mehr Schwemmmaterial ab. Die natürliche Arlaumündung, die im Bereich der heutigen Jelstrommündung lag, versandete zunehmend. Ein neues künstliches Flussbett wurde erforderlich, um die Entwässerung der Ländereien, die für eine wirtschaftliche Nutzung notwendig war, zu gewährleisten.

### Eindeichung
Mitte des 15. Jh. wurde eine Eindeichung dieses Gebiets ins Auge gefasst. Der Landstrich hatte in diesem Gebiet eine Höhe erreicht, die eine Volleindeichung möglich machte. Zu dem Zeitpunkt der Eindeichung gibt es divergente Ansichten. Manchen gehen aufgrund historischer Quellen davon aus, dass der Deichbau im Jahr 1478 beendet wurde. Die wird aber vom nordfriesischen Heimatforscher Alber Panten in Zweifel gezogen. Er vertritt die Auffassung, dass der Deichschluss bereits früher erfolgt sein muss. Danach müssen die Deichbauarbeiten bereits in den 1460er-Jahren in Gang gewesen sein müssen. Er argumentiert, dass dies besser in den historisch-politischen Gesamtzusammenhang passen würde. Begründet wird dies mit dem Umstand, dass zu dieser Zeit Christian I. von Oldenburg zum Landesherr von Schleswig und Holstein gewählt worden war und ihm sehr viel an der Landgewinnung gelegen sei, die ihm hohe und dauerhafte Steuereinnahmen versprachen.
Die mittlerweile nur noch durch verschiedene Straßenverläufe erkennbare ehemalige Deichlinie verläuft vom Geestrand bei Wallsbüll, einem Ortsteil von Struckum, zunächst in südwestlicher Richtung. Anschließend knickt sie Richtung Süden ab und überquert die Arlau. Südlich des Stroms verläuft sie weiter Richtung Westen über Altendeich. An dessen Ende knickt sie Richtung Südosten Richtung Sterdebüll ab und verläuft von dort weiter bis an den Geestrand bei Wobbenbüll.
Der Koog zählt mit seinem Eindeichungsjahr zu einem der ältesten Köge im Gebiet des ehemaligen Kreises Husum.

### Entwässerung und Besiedlung
Die Entwässerung dieses tiefliegenden Landstrichs war von Anfang an sehr problematisch. Trotz der Verlegung des Arlau-Flussbetts erfolgt bis heute ein Großteil der Entwässerung über diesen Flusslauf. Dies gilt insbesondere für die Ländereien im nördlichen Bereich sowie der Ostermarsch. Die südlichen werden heute über den Jelstrom entwässert. Bis zum Bau des Beltringharder Koogs flossen beide direkt in die Nordsee ab. Heute ist im westlich vorgelagerten Beltringharder Koog das Arlau-Speicherbecken die Sammelstelle des Wassers beider Vorfluter, bevor es durch das Holmer Siel in die Nordsee fließt. Zuständig für das Management der Deiche und Flüsse ist der Deich- und Hauptsielverband Arlau.
Ein Großteil des Gebietes war bereits vor der Volleindeichung besiedelt. Hiervon zeugen auch heute noch die zahlreichen im Koog befindlichen Warften. Die mächtigsten Beispiele hierfür sind Lundenberg, Herstum und Groß-Ellerbüll. Nach der Eindeichung kamen dann weitere Siedlungsgebiete entlang der Deichlinien dazu. Ein solches Beispiel bildet u. a. der Ortsteil Altendeich.

## Nutzung
Der Hattstedter Alter Koog wurde primär zur Landgewinnung eingedeicht. Bis heute wird ein Großteil landwirtschaftlich bewirtschaftet. Es dominiert die Gründlandwirtschaft, wobei durch den Boom der Bioenergieproduktion in den letzten Jahren auch zunehmend der Maisanbau eine Rolle spielt. Im Abschnitt nördlich der Arlau, der Teil der Gemeinden Struckum und Almdorf ist, werden vielfach auch Marktfrüchte angebaut.
Daneben war und ist das Gebiet des Alten Hattstedter Kooges auch ein Siedlungsgebiet. Da es sich baurechtlich aber um einen Außenbereich handelt, ist eine diesbezüglich voranschreitende Entwicklung hier, wenn überhaupt, nur stark begrenzt möglich.
In den letzten Jahren hat der Tourismus, wie auch in den angrenzenden Kögen eine positive Entwicklungsmöglichkeit aufgezeigt. Hier spielen vor allem die Vermietung von Ferienwohnungen eine dominante Rolle. Historisch wertvolle Immobilien sind teilweise auch an Auswärtige verkauft worden, die die Gebäude in vielen Fällen erhalten und das Gebäude als Zweitwohnsitz nutzen. Darüber hinaus wird der Kanutourismus auf der Arlau aktiv vermarktet.